# BTR-94
O BTR-94 é uma modificação feita pelo exército da Ucrânia no modelo russo do BTR-80, este veículo anfíbio de transporte de tropas é utilizado pelas forças da Ucrânia, da Jordânia e do Iraque.

## Descrição
O BTR-94 blindado de transporte de pessoal foi desenvolvida na Ucrânia na década de 1990. É essencialmente uma copia do Soviético BTR-80 APC com algumas alterações. A Jordânia ordenou 50 destes APCs em 1997. As entregas começaram em 2000. No entanto, em 2004, Jordânia doou todos os seus BTR-94s para o Iraque, provavelmente por causa de falhas.
O BTR-94 está equipado com dois canhões gêmeos de 23 mm ZU-23-2 BAU 23x2 controlada remotamente,antiaérea e uma metralhadora coaxial 7,62 mm . As armas de  23-mm têm alcance efetivo de 2.000 metros. O BTR-94 é superior em termos de poder de fogo para o seu antecessor, armado com uma metralhadora de 14,5 mm . Vale ressaltar que a torre BAU 23x2  pode equipar outros veículos tanto 6x6 ou 8x8. Ele foi testado no BTR-70 e no Sul Africano Ratel.
Além disso, o BTR-94 está equipado com radares de detecção de solo e do ar e pode ser usado como um veículo batedor, a realização de radar e reconhecimento optrónica de solo e alvos aéreos. Este radar tem um alcance de 20 km contra alvos terrestres e 30 km contra alvos aéreos. O veículo tem um datalink, que transfere dados a ao comando militar em tempo real. Ele também possui um sistema de visão noturna, sistemas de observação e de segmentação também foram melhorados.
Frente a armadura do BTR-94 proporciona proteção contra disparos de calibre 12,7mm a uma distancia de até 20 metros. O resto do casco tem proteção contra disparos de calibre 7,62 mm e estilhaços de artilharia. O interior deste veículo blindado é revestido com um revestimento de Kevlar, que impede que estilhaços atinjam a tripulação.
Este APC tem uma tripulação de três pessoas, incluindo o comandante, artilheiro e motorista. Ele oferece capacidade para até 10 soldados de infantaria plenamente equipados. Existem portas nas laterais do veículo facilitando a entrada e saída dos ocupantes que podem tanto entrar pela porta lateral ou pelo teto. O BTR-94 é alimentado por um sistema multi-combustível para motor diesel, desenvolvendo 300cv. Este APC tem configuração de rodas motrizes 8x8. Tem um sistema central de inflação dos pneus, de modo a pressão do pneu pode ser ajustado no movimento da estação do motorista. O veículo é totalmente anfíbio.
Em 2000, um BTR-3U foi desenvolvido na Ucrânia. É semelhante ao BTR-94, porém tem mais melhorias e recebeu mais pedidos de exportação. O BTR-3U está armado com um único canhão de 30 mm.

## Referência
- BTR-94
- BTR-94 at GlobalSecurity.org
- Morozov's site about BAU-23
- Development of Ukrainian armour